# 巴爾基 (瓦西里夫卡區)
47°23′16″N 34°56′1″E / 47.38778°N 34.93361°E
巴爾基（烏克蘭語：Балки）是位於烏克蘭東南部的村莊，由扎波羅熱州瓦西里夫卡區的小比洛澤爾卡市鎮負責管轄。該村始建於1795年，面積129.7平方公里，海拔高度50米，2001年人口6,057，人口密度每平方公里46.7人。